# ولایت سانئوکی

نقشه ژاپن در سال ۱۸۶۸ میلادی. این ولایت با رنگ تیره مشخص شده است.

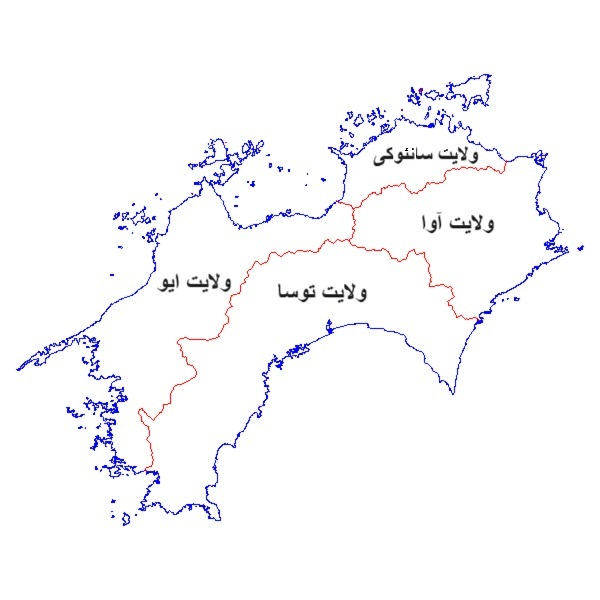
محل ولایت سانئوکی در شیکوکو

ولایت سانئوکی (به ژاپنی: 讃岐国 Sanuki-no kuni) یکی از ولایت‌ها در تقسیم‌بندی کشوری قدیم ژاپن بود. امروزه استان کاگاوا نامیده می‌شود. با دریای داخلی ستو همجوار است و با ولایت آوا و ولایت ایو هم‌مرز است.